# Вофорд Хајтс (Калифорнија)
Вофорд Хајтс (енгл. Wofford Heights) насељено је место без административног статуса у америчкој савезној држави Калифорнија.

## Демографија
По попису из 2010. године број становника је 2.200, што је 76 (-3,3%) становника мање него 2000. године.
| Група             | 2000.         | 2010.         |
| Белци             | 2.026 (89,0%) | 1.936 (88,0%) |
| Афроамериканци    | 3 (0,1%)      | 6 (0,3%)      |
| Азијати           | 15 (0,7%)     | 10 (0,5%)     |
| Хиспаноамериканци | 142 (6,2%)    | 156 (7,1%)    |
| Укупно            | 2.276         | 2.200         |